# Козмолдак
Козмолдак (каз. Қозмолдақ) — село в Сузакском районе Туркестанской области Казахстана. Входит в состав Сызганского сельского округа. Код КАТО — 515649500.

## Население
В 1999 году население села составляло 1377 человек (719 мужчин и 658 женщин). По данным переписи 2009 года, в селе проживали 1402 человека (698 мужчин и 704 женщины).